# Eusebi Arnau i Mascort
Eusebi Arnau i Mascort (Barcelona, 8 de setembre de 1863 - 2 de juliol de 1933) fou un escultor català que destacà sobretot en l'escultura aplicada a l'arquitectura, així com en escultura exempta, la joieria i l'espai funerari. A més, cal destacar l'Obra medallística d'Eusebi Arnau. Influït en determinades etapes de la seva producció per Paul Dubois, Antonin Mercié, Auguste Rodin i Constantin Meunier, Arnau va aportar a l'escultura catalana obres cabdals, sobretot en l'etapa modernista.

## Biografia

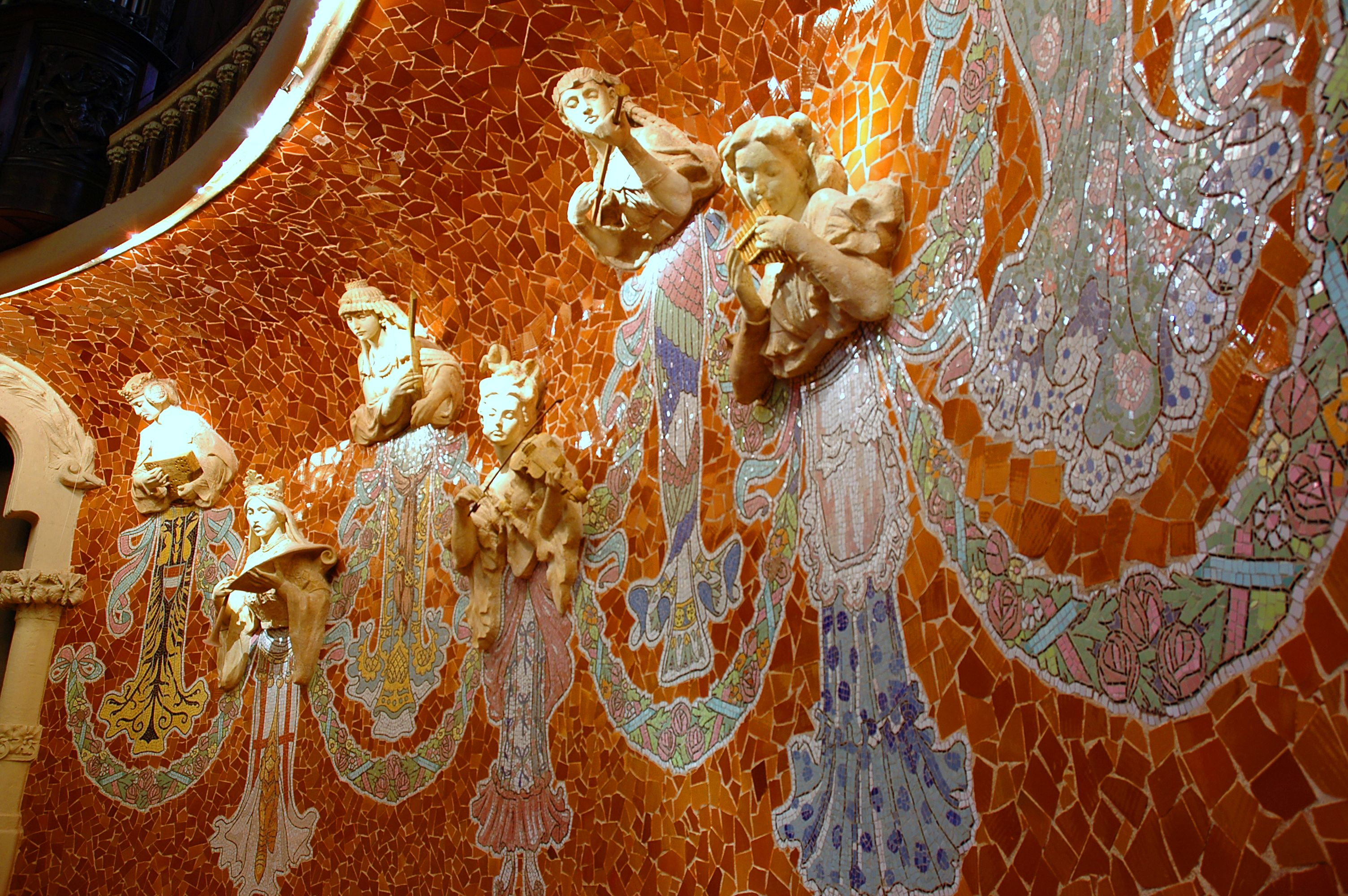
Les escultures d'Eusebi Arnau al Palau de la Música Catalana

Eusebi Arnau Mascort va néixer a Barcelona el dia vuit de setembre de 1863, fill del matrimoni format per Francesc d'Assís Arnau i Forn, sabater natural de Granollers, i Balbina Mascort i Dutrès, d'origen barceloní. Va ser batejat a la parròquia de Sant Josep el dia tretze del mateix mes i any amb els noms d'Eusebi, Nestavo i Zenó.
Va estudiar a l'Escola de Belles Arts de Barcelona, on va ser deixeble de Josep Gamot i d'Agapit Vallmitjana i Barbany. Va prosseguir els seus estudis a Roma l'any 1887, gràcies a una beca de l'Escola Llotja. Va ampliar els seus coneixements a l'Acadèmia Julien de París, on va exposar els anys 1895 i 1902.
Al seu taller va tenir com deixebles a Pau Gargallo, Emili Fontbona, Josep Dunyach i Sala, Frederic Marès, Enric Monjo i Garriga i Ricard Guino i Boix entre d'altres. Juntament amb l'escultor Josep Llimona i Bruguera va treballar en el retaule de l'Església basílica de Santa Engràcia de Saragossa.
Les seves escultures aplicades a l'arquitectura, com les de la casa Lleó Morera, casa Amatller, Fonda Espanya, Palau de la Música Catalana i Hospital de Sant Pau (totes a Barcelona), el van catalogar totalment com a escultor destacat del modernisme.
Fou col·laborador habitual de l'arquitecte Enric Sagnier i Villavecchia, amb qui treballà a l'edifici de la Duana del Port de Barcelona, la Casa Rupert Garriga, el Via Crucis de Montserrat, el Temple Expiatori del Sagrat Cor, la Parròquia del Sagrat Cor al Poblenou, l'agència de la Caixa de Pensions a Reus, etc. Destacat medallista, va col·laborar assíduament amb el taller Masriera i, entre d'altres, va realitzar la medalla de l'Exposició Universal de 1888, la de la Solidaritat Catalana, la del Centenari de Cristòfor Colom i la commemorativa de l'enderrocament de les muralles de Barcelona.
Es va casar en primeres núpcies amb Tomasa Viader i Pardinella l'any 1896, un matrimoni que el va fer sofrir molt perquè la seva dona patia una malaltia mental i ell s'hagué de refugiar en el seu treball. El 1910 un encàrrec escultòric va permetre a Eusebi Arnau de conèixer a Anna París Boadella, la qual poc temps després seria la seva segona dona. Arnau es va casar el dia 12 de febrer de 1910 a la parròquia de la Puríssima Concepció; ell tenia 46 anys i Anna 36, era soltera i natural de Barcelona, ciutat on vivia, i els va casar l'amic mossèn Ramon Garriga, a qui Arnau ensenyava escultura. A partir de llavors canvià notablement la vida de l'escultor, el qual es tornà més casolà i aconseguí la manera de viure que sempre havia trobat a faltar a causa de la poca vinculació amb la seva família, del primer matrimoni tan desafortunat i del treball, que l'obligava a una constant mobilitat. El mes de juliol de 1911 va néixer el seu únic fill, Ricard, del qual es conserven fotografies d'infantesa i plaques del seu retrat en relleu.

## Els primers anys

### Escola i primers treballs
La mare va quedar sense recursos després de la mort del pare el 1870 per la febre groga, i els cinc fills van quedar sota la providència de la Casa de la Caritat de Barcelona, on va tenir el primer taller. Pels volts de 1874, Eusebi Arnau junt als seus germans, recollia a la rodalia de Barcelona fragments de guix de les cases enderrocades, primera matèria que perfilava per extreure cases, gossos o relleus que representaven jocs infantils, i prescindia de la idea gràfica i executava directament la idea sobre la matèria sense una formació tècnica de dibuix.
A banda de treballar d'aprenent d'impressors als tallers de la Casa de la Caritat, va ingressar a l'estudi de l'escultor Josep Gamot, considerat el seu primer mestre, compatibilitzant-ho amb els estudis superiors a l'Escola de Belles Arts de Barcelona, on va començar amb quinze anys el curs 1878-1879, matriculat per primera vegada en dibuix, pintura, escultura i gravat, que va seguir regularment fins al curs 1884-1885.
El gener de 1881 exposa a la Sala Parés fangs cuits amb Josep Campeny i Marià Sangenís i Font. Al febrer en una altra exposició col·lectiva de la mateixa sala hi trobem un treball d'Arnau que representa un nou pas en la seva carrera. En aquesta mostra coincideix amb pintors com Antoni Caba i Joan Planella, i escultors com Josep Raynés, Rafael Atché, Josep Campeny i Josep Monserrat, els quals presentaren les obres en fang cuit. El mes de setembre de 1881 exposa un bust en fang cuit de tipus convencional a la Sala Parés. Durant els anys 1881-1883 continua els seus estudis a l'Escola de Belles Arts, i el 1883 Eusebi Arnau assoleix el seu primer taller en un terrat assolellat i tranquil de la Casa de Caritat.
El 1884, Eusebi va participar en la primera Exposició de Belles Arts de la Sala Parés, inaugurada el mes de gener del mateix any, amb el bust Caupolicán i l'estàtua Florista, exposició en la que també va prendre part l'escultor Josep Gamot amb l'estàtua en fang (imitant bronze) «En la Mezquita». La crítica va deixar clar que l'obra que trobaven més acabada i millor concebuda era l'àrab de Josep Gamot, i també mencionaven de manera especial el bust d'Eusebi Arnau.
Va participar en la segona Exposició de Belles Arts de la Sala Parés amb les seves obres «Soldado indio» i «Tipo de mujer». L'ambient d'exigència artística que prevalia a la famosa escola, la preparació dels professors, l'abundor de models que hi havia, la contínua relació intel·lectual sostinguda entre els companys, varen anar formant el seu temperament i Arnau trigà poc temps a sobresortir en la classe de modelatge.
El mes de maig de 1885 va participar en la «Primera exposición de acuarelas, dibujos, pinturas al óleo y escultura» organitzada pel Centre d'Aquarel·listes de Barcelona al Museu Martorell. Al mes de juliol de 1887 va modelar un treball de caràcter artístico-industrial per encàrrec de l'argenteria Cabot, el qual, reproduït en bronze, fou exposat a l'aparador de l'establiment.

### Exposició Universal de Barcelona 1888

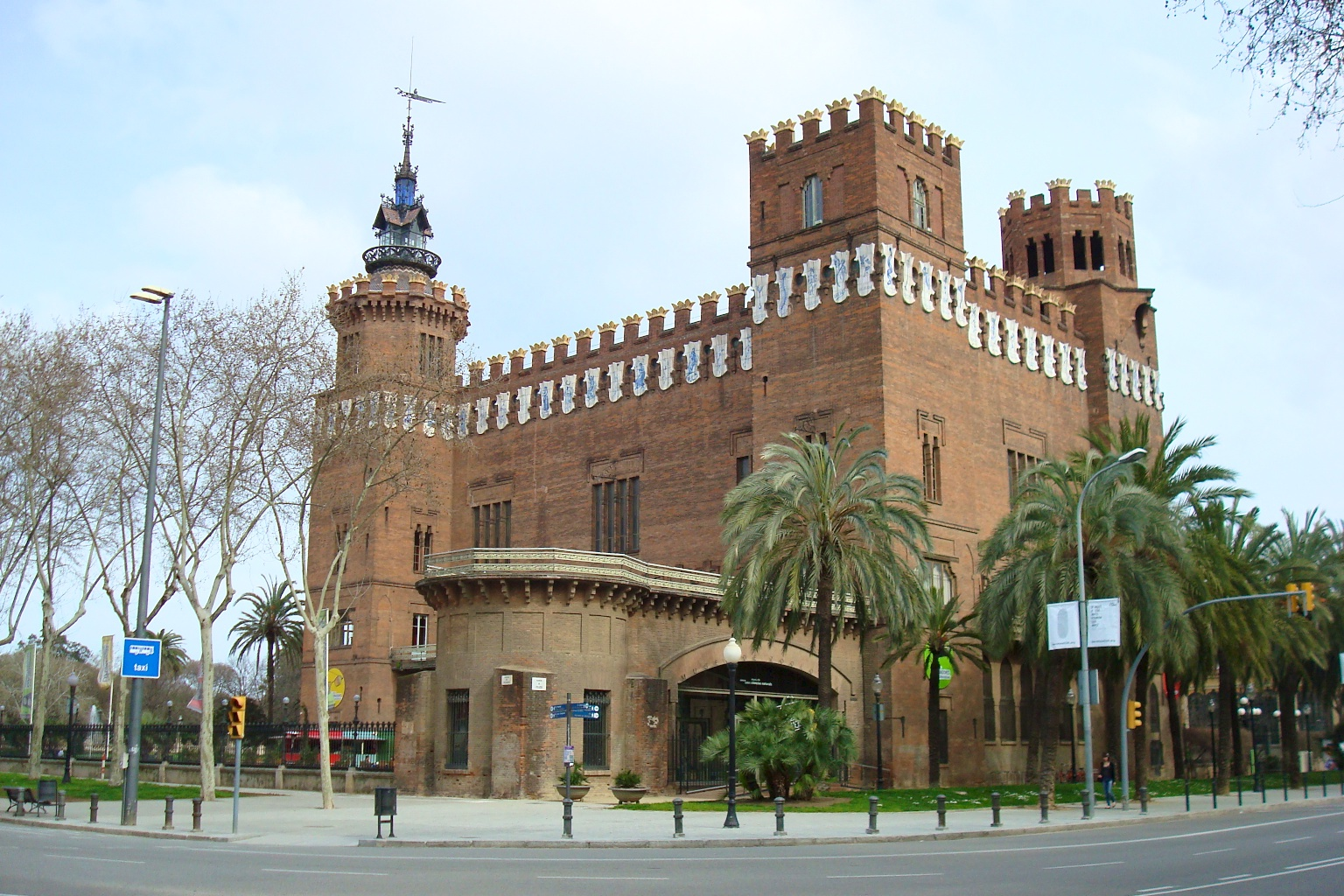
Castell dels Tres Dragons

La Comissió Executiva de l'Exposició Universal de Barcelona de 1888 va demanar a l'Acadèmia de Belles Arts que nomenés dos encarregats per a formar part del jurat qualificador de l'execució del millor model de medalla destinada a premiar als expositors més distingits del certamen. Entre els trenta-dos projectes de medalla presentats al concurs, es van acceptar els d'Arnau. El febrer de 1889, La Ilustración Artística reprodueix una de les medalles modelades per Arnau amb motiu de l'Exposició Universal i en fa un gran elogi a l'escultor.
El Café-Restaurant per a l'Exposició Universal no havia estat finalitzat i l'alcalde encarregà el seu acabament a Lluís Domènech i Montaner, qui el va finalitzar amb un grup d'artistes entre els quals estava Eusebi Arnau, i a partir d'aquest projecte va entaular una gran relació professional i personal amb els arquitectes Lluís Domènech i Montaner i Antoni Maria Gallissà. Durant aquest projecte Arnau començà en les arts decoratives aplicades a l'arquitectura, moment en què comença a relacionar-se amb arquitectes.
Cap al 1902 Eusebi Arnau va modelar les portes de ferro i de bronze destinades al palau i seminari de Comillas.

### Primera Exposició General de Belles Arts de Barcelona de 1891

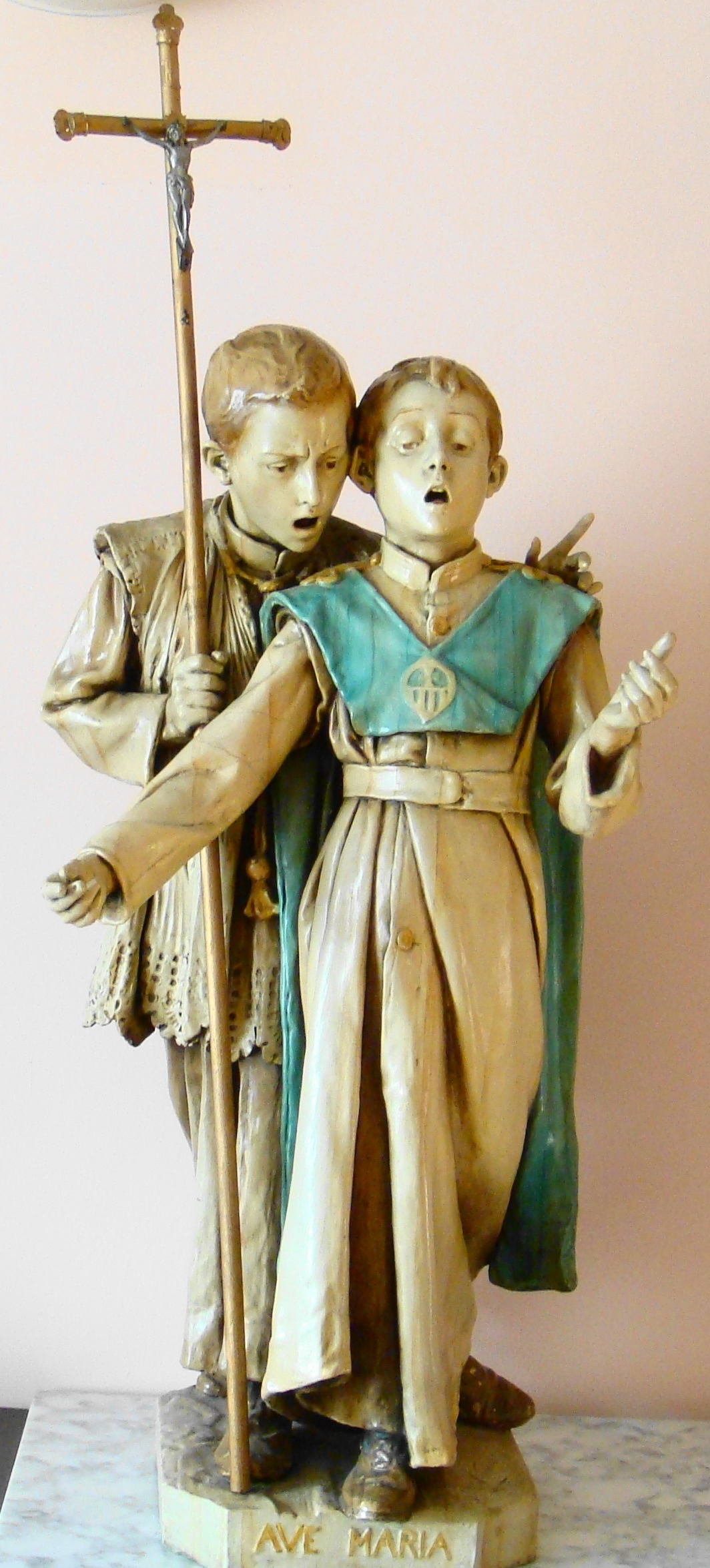
Obra Ave Maria d'Eusebi Arnau i Mascort al Museu del Modernisme Català.

Al catàleg de la Primera Exposició General de Belles Arts de Barcelona de 1891 hi consten com a seus els treballs «Retrat de fill del marquès d'Olèrdola», «Traslación de los restos de Santa Eulalia» i «Ave María», per a obtenir un diploma honorífic proposada pel jurat qualificador per a figurar al Museu Municipal de Belles Arts de Barcelona i fou molt ben acceptat per la crítica.
Durant els anys 1892 i 1893 Eusebi Arnau continua exposant a la Sala Parés, i cal destacar també la seva intervenció en l'Exposició Nacional d'Industrias Artístiques de Reproduccions i la realització de la medalla commemorativa del IV Centenari del Descobriment d'Amèrica en el primer d'aquests dos anys. El 1893 Eusebi Arnau va fer arribar a l'Exposició Universal de Chicago (1893) les seves obres «Spes» (en guix), «Ave María» (en terracota) i l'anvers de la «Medalla Commemorativa del Centenari de Colom».
El 1895 va entrar a formar part de l'equip de Josep Puig i Cadafalch amb la creu de terme del santuari de la Misericòrdia de Canet, i va continuar col·laborant amb els germans Francesc, Josep i Frederic Masriera i Manovens i als voltants de la tardor de 1895 instal·là un taller més ben condicionat. Possiblement aquesta nova situació i l'increment del treball li van permetre acceptar ajudants. Llavors s'incorporen al seu taller Emili Fontbona i Ventosa i Pau Gargallo Catalán, que llavors tenien setze i catorze anys respectivament, com a aprenents no retribuïts.
Entre els anys 1895 i 1902, Arnau va enriquir-se artísticament a l'Acadèmia Julien de París, ciutat on possiblement va realitzar l'escultura exempta en escaiola policromada de la intèrpret Loïe Fuller realitzant una Dansa Serpentina. Actualment es troba conservada a la col·lecció de la Fundació Municipal Joan Abelló a Mollet del Vallès.
A la tercera exposició de Belles Arts i Indústries Artístiques de 1896, Eusebi Arnau va presentar el grup en guix «Redención», amb el qual va aconseguir medalla de segona classe. Aquesta va ser adquirida per l'Ajuntament de Barcelona i fou destinada al Museu de Belles Arts. A més, Arnau va rebre el premi extraordinari del bisbe de Vic amb la seva obra «La Sagrada Família a Nazareth». En 1896 va contraure matrimoni amb Tomasa Viader i Pardinella.
L'any 1897, Eusebi Arnau modela per primera vegada un projecte corpori de monument, el qual anava dedicat a Francesc de Paula Rius i Taulet i que fou dirigit per l'arquitecte Josep Puig i Cadafalch.

## Etapa de plenitud

### La IV Exposició de Belles Arts i Industries Artístiques de Barcelona de 1898
L'any 1898 va tenir lloc l'Exposició de Belles Arts i Industries Artístiques, en la que Eusebi Arnau presentà dos treballs que es van exposar al saló central; Bes de mare, grup en marbre que valia unes tres mil cinc-centes pessetes, i Retrat de Marià Aguiló, bust en marbre realitzat per encàrrec de l'Ateneu Barcelonès.
Entre els premis extraordinaris destaquen els dels senyors Conde, Puerto y Cª, atorgat a Josep Casan i Matamala, per l'obra Desamparado, artista que va reproduir alguns models d'Eusebi Arnau a partir de l'any 1907. Durant l'any 1898 hi ha dos articles que enalteixen l'escultor; el primer és d'Alfred Opisso, a La Vanguardia; el segon és de Bonaventura Bassegoda, a La Renaixensa.
Opisso comenta, referint-se a les obres que realitzava l'any 1891:
| «                | Desde entonces ha producido mucho, en todos géneros, pero anhelando siempre hacerlo mejor, descontento invariablemente de lo ya acabado, lo cual es el sello del verdadero artista. (...) Los numerosos estudios de este artista y algunas de sus esculturas deben considerarse, no obstante, como suficiente dignas de labrar la reputación de un maestro, y así lo acredita el figurar cuatro de ellas en nuestro Museo. (...) Natural o simbólica, hace falta que el señor Arnau emprenda esa obra con que sueñan todos los artistas. | » |
| — Alfred Opisso, | |   |

Bonaventura Bassegoda d'altra banda comenta: 
| «                        | No's necessita ésser cap eminència pera poder assegurar que enguany la secció d'escultura en lo Palau de Bellas Arts no està á la mateixa altura que en la passada Exposició, trayent y tot d'aqueixa lo recort de la medalla d'honor conferida á Alfred Boucher per sa colossal estàtua “À la terre”. (...) Tampoch se necessita ésser molt entès pera deduir del examen de las obres, que las del Eussebi Arnau son las que s'aguantan més de totes. Duas n'hi té, un grupo “Bes de mare” y'l retrato del malaguanyat patriarca de nostra literatura en Marian Aguiló, busto en marbre destinat á la Biblioteca del Ateneu Barcelonés. (...) Y per acabar, als que acusin de plagiari á l'Arnau se'ls hi pot ben recomanar un bon examen de conciencia. | » |
| — Bonaventura Bassegoda, | |   |

Eusebi Arnau consta en el catàleg de la IV Exposició amb adreça a la plaça Tetuan, núm, 39, la qual segurament correspon al taller en què s'establí de manera definitiva. És a l'entorn d'aquesta època quan Eusebi Arnau crea un important taller- possiblement segueix viatjant, però amb menys freqüència- i té nombrosos encàrrecs que condicionen la participació més esporàdica en certàmens artístics, tot coincidint amb la davallada de les exposicions biennals coordinades per l'Ajuntament de Barcelona, que no s'organitzaran de nou fins a 1907.
Cal recordar que la relació professional amb els germans Masriera continua. Així, en el registre d'aquest any 1898, als mesos d'abril i maig hi consten treballs de modelat de joieria i motius decoratius, sobretot de tema religiós.
Arnau també participa en la XC Exposició Extraordinària de Belles Arts de la Sala Parés, inaugurada el mes de gener, amb el baix relleu La pastora, treball que es reprodueix a la portada de la revista Hispania.

L'any 1899 va obtenir menció honorífica a l'Exposició General de Bellas Artes de Madrid amb l'obra Sant Jeroni, nu masculí que ens remet a la mateixa figura, però vestida, de l'església de Santa Engràcia de Saragossa, i a més a més aconseguí per unanimitat el premi del concurs convocat per Pau Bosch de la medalla d'Emilio Castelar.
Eusebi Arnau va mantenir-se al marge de la vida política catalana, quan en tenia possibilitats. Els anys 1892 i 1898 foren de gran transcendència per al nostre país, i la vida política es trobava molt a l'[abast] d'Arnau, de manera que sembla que aquest s'interessava molt més en el seu treball i l'actualització dels seus coneixements, tant amb sortides a l'estranger o a través de les publicacions que rebia periòdicament.
Cal ressaltar el seu caire apolític a l'hora de rebre encàrrecs, ja que realitzava tota mena de models destinats a persones públiques de totes les tendències.
L'any 1899, Domènech i Montaner era president de l'Ateneu Barcelonès i Antoni Marià Gallissà li feia costat a la Junta Directiva com a vicepresident. Poc temps després fou quan Eusebi Arnau s'hi associà, fins al juliol de 1919. En aquells anys va ser quan va realitzar l'obra escultòrica de la façana de l'església de Sant Esteve de Cervelló de l'arquitecte A. M. Gallissà.
En aquest mateix any, el mes de maig va participar en l'Exposició de Dibuixos del Cercle Artístic de Sant Lluc, en la qual hi havia altres escultors com Enric Clarasó, Manuel Fuxà o Josep Llimona, tots ells socis de l'entitat. A l'entorn del mes d'agost de 1899, va formar part del jurat qualificador del concurs organitzador per l'<<Associació Artística de Joyería y Platería>> de Barcelona, instituït amb la intenció de fomentar la creació de joies. Ell mateix va ser premiat l'any 1901 amb la medalla d'argent pel model de joiell de Sant Jordi i el drac.
Arnau no va participar-hi directament, però va visitar l'Exposició Universal de París (1900), i va conservar material periodístic i gràfic d'aquesta important mostra. És molt interessant el catàleg raonat, que relaciona un gran nombre d'escultors que Arnau valorava, i que eren referents en la seva obra. Clarasó va escriure un article sobre l'escultura a l'Exposició de 1900 a la revista Joventut, en el qual destaca escultors francesos com Barrias, Rodin, Ernest Dubois o Paul Dubois entre d'altres, mateixos escultors que enaltí Arnau en el seu catàleg per la seva originalitat a l'hora d'interpretar un tema i la seva innovació de materials.

### L'escultura aplicada a l'arquitectura
El mes de gener de 1902, mossèn Jacint Verdaguer va visitar el taller d'Eusebi Arnau, motiu que va servir perquè l'escultor modelés el seu bust del natural en relleu, plasmat en un medalló de guix que es conserva a MUHBA Vil·la Joana. Al mes de maig del mateix any va formar part del jurat d'admissió de la Segona Exposició de Belles Arts, organitzada per l'agrupació catalanista <<Art i Pàtria>>, al lloc de l'Ateneu Barcelonès, però el 1902 fou l'any de gran reconeixement de la tasca escultòrica d'Arnau, sobretot aplicada a l'arquitectura, i la premsa se'n feu gran ressò. D'aquell any es conserva una Medalla en ocasió de les Fires i Festes de la Mercè a la Biblioteca Museu Víctor Balaguer de Vilanova i la Geltrú.
L'any 1903 es produeix la inauguració del nou establiment Masriera & Campins al carrer de Ferran VII, 51, edifici que obtenir la menció honorífica en el concurs anual d'edificis i establiments urbans de Barcelona pels seus motius escultòrics de la façana, que havien estat modelats per Eusebi Arnau.
L'any 1904, amb motiu de l'arribada del rei Alfons XIII a Barcelona, l'Acadèmia Provincial de Belles Arts, organitzà una exposició d'obres d'art català contemporani a l'estudi del consiliari de l'Acadèmia, Josep Masriera, en què hi va participar, entre d'altres Arnau.
El 29 de maig de 1905, Arnau va signar un document pel qual es comprometia a prendre el seu càrrec l'execució de les escultures de l'Hospital de Sant Pau.
El 1906, torna a haver-hi un gran ressò de la tasca d'Eusebi Arnau en treballs aplicats a l'arquitectura. Arquitectura y Construcción comenta que per a tots els que segueixen de prop el modern desenvolupament de l'arquitectura a Catalunya, el nom d'Arnau és vertaderament familiar, perquè les seves escultures figuren en gairebé tots els edificis construïts recentment, on més que un auxiliar és un col·laborador de l'arquitectura, fins al punt que bona part dels efectes aconseguits a les edificacions patirien una transformació molt important si l'obra d'Arnau fos substituïda per la d'un altre artista de menys vàlua. Destaca el caràcter de col·laboració entre l'obra de l'escultor i la de l'arquitecte, fet que constitueix el principal distintiu d'Arnau. El seu objectiu principal és cooperar a l'efecte de la producció arquitectònica, on les seves qualitats fonamentals són la proporcionalitat i l'harmonia.
Aquell mateix any 1906, la casa Lleó Morera del passeig de Gràcia va obtenir el premi de l'Ajuntament al concurs anual d'edificis i establiments urbans acabats el 1905. Obra dirigida per Lluís Domènech i Montaner en la qual intervingué de manera molt destacada Eusebi Arnau, que en va realitzar els models escultòrics.

### La V Exposició Internacional d'art de Barcelona de 1907

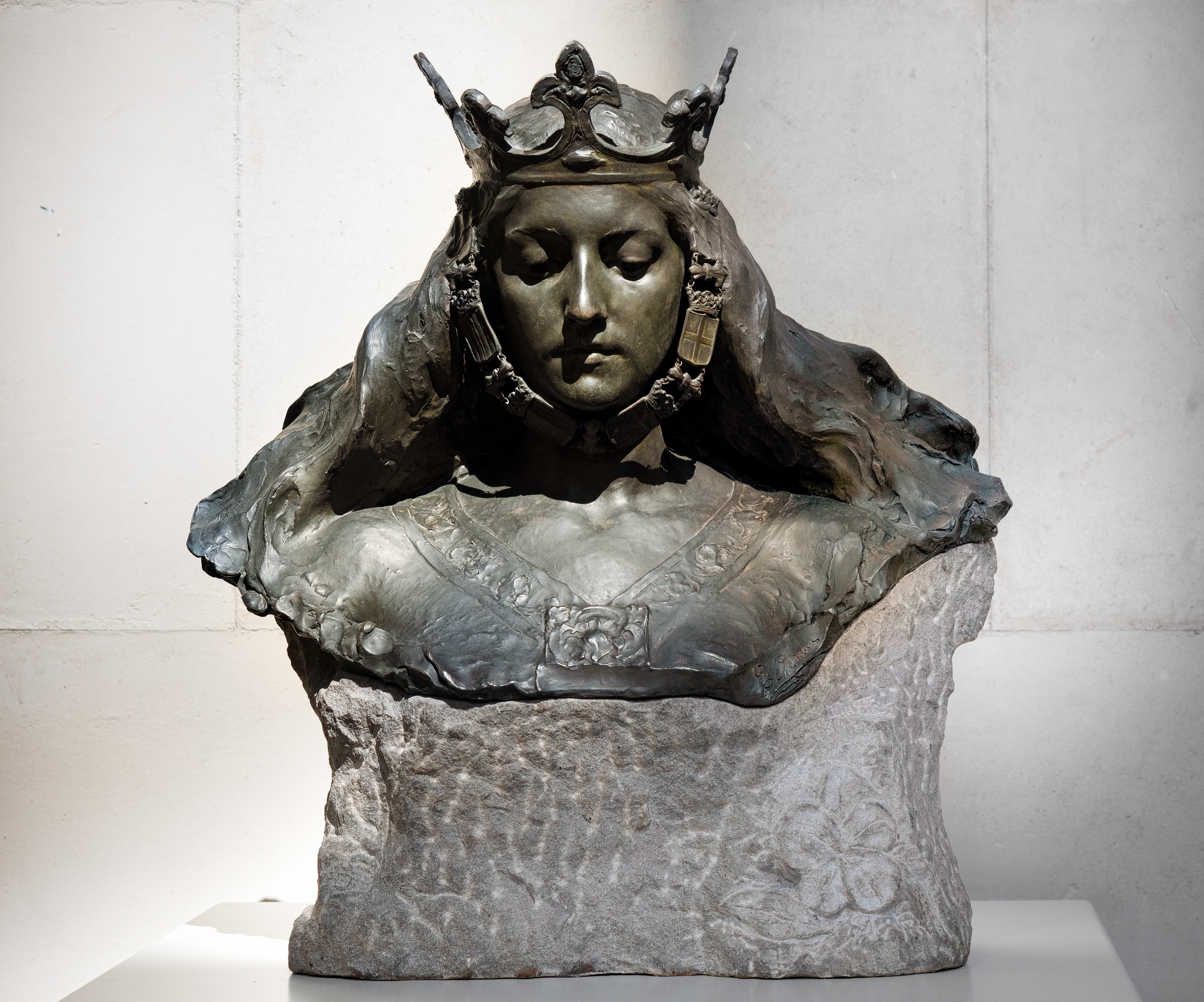
Obra Bust de matrona representant Barcelona d'Eusebi Arnau

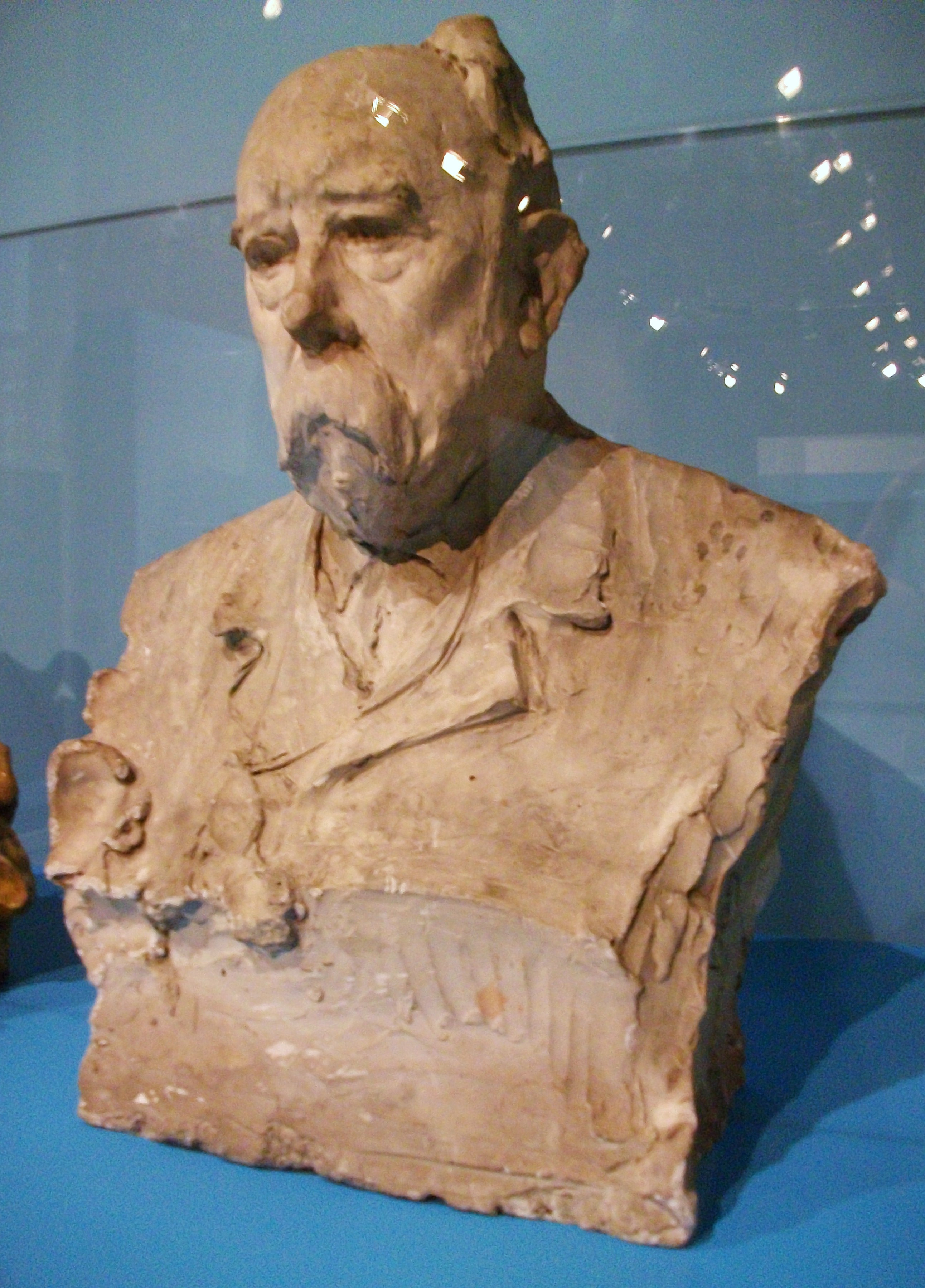
Esbòs del Bust de Teodor Llorente d'Eusebi Arnau

El mes d'abril de 1907 va tenir lloc la celebració de la V Exposició Internacional d'Art, en què es va proposar el tema d'un retrat de dona catalana, en la que va col·laborar amb el Retrat de dona fet en marbre, que es va col·locar a la sala VIII. El premi d'honor fou per a Josep Llimona, per les escultures del monument al Dr. Robert. El jurat de recompenses va acordar adjudicar l'accèssit, que consistia en la quantitat de cinc-centes pessetes, consignat en el programa del concurs obert per premiar el millor i més artístic retrat de dona, al bust en marbre d'Eusebi Arnau.
És paradoxal que un escultor modernista en aquell moment, com Eusebi Arnau, obtingués el premi d'una iniciativa sorgida d'Eugeni d'Ors, que inicià en aquells moments el moviment noucentista, de trencament amb l'etapa anterior. Arnau va realitzar, però, la medalla d'aquesta important mostra artística amb un doble caràcter estilístic; a l'anvers s'hi reproduïa el bust de la matrona que representava Barcelona en el projecte de monument a Rius i Taulet, que anys enrere havia estat adquirit per l'Ajuntament, i al revers, ja més d'acord amb els nous temps, una figura femenina de caràcter clàssic que representava Venus.
Arnau va participar en l'Exposició General de Bellas Artes e Industrias Artísticas a Madrid l'any 1908 amb les obres El Palco i Bonito Retrato, que corresponien a la secció d'escultura, i amb deu medalles i el model de Caixa de cabals, a la secció de metal·listeria. Per aquest últim treball se li va concedir la primera medalla de la secció d'Arts Decoratives. Bonaventura Bassegoda va dedicar un article a l'escultor en el qual també es reproduïa detalladament la "Caixa de cabals".
Arnau va tenir grans possibilitats d'instal·lar l'estudi a Madrid, ciutat en la qual era molt reconegut. Hi anava amb freqüència, i va tenir encàrrecs importants com ara la realització, l'any 1907, dels models que decoren la façana del Casino de Madrid, la participació en el complex monumental a Alfons XII d'Espanya del parc del Retiro, i la realització de nombrosos retrats. Encàrrecs en dates anteriors al segon matrimoni l'any 1910, que el van fer pensar a quedar-se a viure en aquesta ciutat.
El Palau de la Música Catalana, projectat i dirigit per Lluís Domènech i Montaner, construcció que va obtenir el premi al millor edifici acabat l'any 1908, va ser una altra de les obres a les quals Arnau va aportar elements escultòrics importants.
En aquest mateix any, Arnau, va modelar també una copa d'honor en homenatge a Àngel Guimerà i una Medalla de Record del Primer Congrés nacional d'Editors i Llibrers, degut a la seva gran vinculació al moviment cultural literari català.
Va ser pels volts del 22 de juny d'aquell mateix any que Frederic Marès i Deulovol va entrar a treballar al taller d'Eusebi Arnau, un moment en què l'escultor estava modelant les figures de més de dos metres d'alçada per al pavelló d'administració de l'Hospital de Sant Pau.
A Eusebi Arnau li agradava l'òpera i la lírica italiana i es complaïa al Gran Teatre del Liceu de Barcelona, on estava abonat, i abans del 1910, en què va conèixer Anna París, hi feia vida social. Aquest tenia el costum de fer-se fotografies, a ell mateix i als seus treballs, que es conserven a l'arxiu familiar, cosa que ens ha facilitat el coneixement de la seva producció artística.
Arnau el 1910 es va casar amb la seva segona esposa, Anna París Boadella, però aquest no deixà de banda totalment el seu treball i va formar part de l'Exposició de retratos y dibujos antiguos y modernos inaugurada el mes de maig d'aquest mateix any al Palau de les Belles Arts, amb la seva obra Retrat de Teodor Llorente.
Poc temps després, el matrimoni realitzà un llarg viatge per ciutats d'Europa com França, Alemanya, Bèlgica o Països Baixos, en les quals l'escultor visità espais importants per al seu treball i formació.

### La VI Exposició Internacional d'Art de Barcelona de 1911 i les obres vinculades a l'àmbit literari català

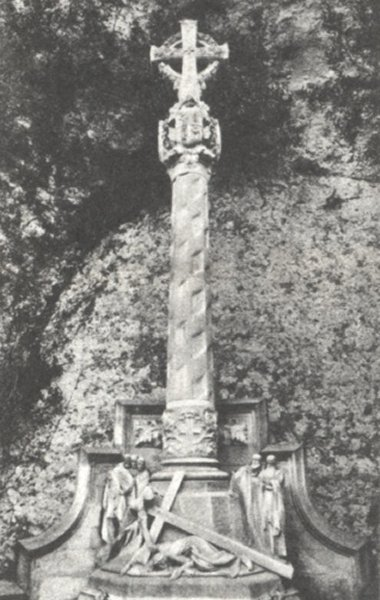
Obra Via Crucis d'Eusebi Arnau

El 29 d'abril de 1911 es va inaugurar la Sisena Exposició Internacional d'Art a Barcelona, mostra a la qual Arnau va aportar En la Llotja, per la qual obtingué la medalla d'or que oferia el Cercle Artístic.
Eusebi Arnau va realitzar treballs escultòrics de personalitats de relleu cultural, sobretot vinculades al món literari i artístic. En són un exemple el monument a Teodor Llorente, el monument i la medalla a Joan Maragall, el projecte de monument a mossèn Jacint Verdaguer, i el Monument a Milà i Fontanals.
A l'Exposició Nacional de Pintura, escultura i arquitectura de 1912 se li va concedir la tercera medalla de la secció d'escultura per l'obra l'onada.
El 1915 el Museu d'art i Arqueologia de Barcelona fou inaugurat i va tenir lloc la inauguració del Via Crucis de Montserrat.
L'obra del Via Crucis de Montserrat mantingué Eusebi Arnau ocupat encara uns anys més, ja que va realitzar tots els models de les estacions.
Cap als anys 1912-1915 aquest va tenir propostes serioses per establir-se a Amèrica del Sud, però la seva relació familiar no s'ho permetia.
L'any 1917 morí Auguste Rodin, que va suposar un gran cop per a Arnau, ja que Rodin va influir molt en les seves obres.

## Darrer recorregut

### Els últims anys de la seva producció artística i l'ingrés a l'Acadèmia
A partir de 1912 ja no hi ha constància de la participació d'Eusebi Arnau en cap certamen oficial.
El localitzem per primera vegada en un anunci o llista publicitària que fa intuir un moment de davallada professional.
A més, aquest es donà de baixa de l'Ateneu Barcelonès l'any 1919.
Degut a problemes de salut de la seva dona el metge els va recomanar estades a Vallfogona de Riucorb.
El març de 1929, la Direcció general de Bellas Artes li notifica en nom del rei el nomenament com a vocal de la Comissió Executiva de l'Exposició Internacional de pintura, Escultura, Dibuix i Gravat en l'Exposició Internacional de Barcelona que s'havia de celebrar al Palau d'Art Modern.
A Arnau se li va atorgar el Títol d'Honor com a membre de la Comissió Organitzadora i a més a més va realitzar la medalla de l'exposició.
El mes de setembre Arnau va fer donació a l'Acadèmia de Belles arts de Sant Jordi del bust fos en bronze de Lluís Domènech i Montaner.
L'any 1930 i els següents corresponen a una etapa d'activitat escultòrica minvada, en la qual realitza nombrosos dibuixos de retrats familiars i mostra un interès creixent per la pintura.
Una de les fonts documentals que ha ajudat als historiadors en tant a aquesta etapa de l'artista són els blocs de notes del mateix autor en què aquest anotava tots els seus treballs, pressupostos o fins i tot els colors emprats en les seves pintures.
És probable que els últims anys de la seva vida Arnau estigués més vinculat al Cercle Artístic de Sant Lluc.
Aquests són anys en què l'escultor té una salut precària i va tenir una angina de pit. També són moments que coincideixen amb la pèrdua d'amics com Frederic Masriera i Manovens, que van morir al desembre de 1932. De totes maneres, assisteix regularment a les juntes i sessions de l'Acadèmia de Belles arts de Sant Jordi i possiblement a actes de la corporació vinculats a altres entitats artístiques de la ciutat, com per exemple el sopar d'homenatge dels amics d'Antoni Puig Gairalt de març de 1913 a l'hotel Ritz, amb motiu de la presentació al públic del seu avantprojecte per a l'aeroport de Barcelona.

### La mort de l'escultor: exposició d'homenatge i recull d'articles de reconeixement de la seva trajectòria professional
Eusebi Arnau va morir el dia 2 de juliol de 1933. Les esqueles als diaris El Noticiero Catalán, La Veu de Catalunya, Diario de Barcelona i La Vanguardia, dels dies 3 i 4 de juliol, expressen l'aflicció de la seva esposa. Anna París, del seu fill Ricard, del seu germà polític, Lluís París Boadella, germans, cosins i altres familiars.
A més, els membres de l'Acadèmia de Belles Arts de Sant Jordi en la junta general del 31 d'octubre expressaven també el seu condol. Concretament, Josep Puig i Cadafalch hi va dir que: <<el finat artista tenia més mèrit del que li era reconegut i que una de les seves qualitats era la gran facilitat de concepció i execució>>.
El mateix 1933, després de la mort d'Eusebi Arnau, Josep Clarà va llogar el seu taller de la Plaça Tetuan núm. 15, però el 1934 el va deixar i es va traslladar a l'Avinguda Diagonal núm. 410, que havia ocupat en els darrers anys Josep Llimona.

## Reconeixements
- 1888-Diploma a l'Exposició Universal de Barcelona de 1888
- 1891-Diploma Honorífic a l'Exposició de Belles Arts de Barcelona.
- 1896-Premi a l'Exposició de Belles Arts de Barcelona.

## Obres a destacar
- Translació del cos de Santa Eulàlia 1891
- Ave Maria 1891
- Redempció 1896
- Sagrada Família 1896
- Bes de mare 1898
- Retrat de Marià Aguiló 1898
- Retrat de Jacint Verdaguer 1902
- Retrat de Ramon Romaní i Puigdengolas[31]
- Retrat de Teodor Llorente
- Relleu a la façana de la casa de la Lactància a Barcelona, 1910
- Retrat de Joan Maragall al Parc de la Ciutadella, 1913
- Retrat de fill del marquès d'Olèrdola
- Spes
- La pastora
- Sant Jeroni
- Escultures de l'Hospital de Sant Pau
- El Palco – 1908
- Caixa de cabals – 1908
- Monument i medalla a Joan Maragall – 1911
- Monument a Milà i Fontanals – 1911
- L'onada – 1912
- Monument al Doctor Robert
- Monument a Rius i Taulet
- En la llotja – 1911

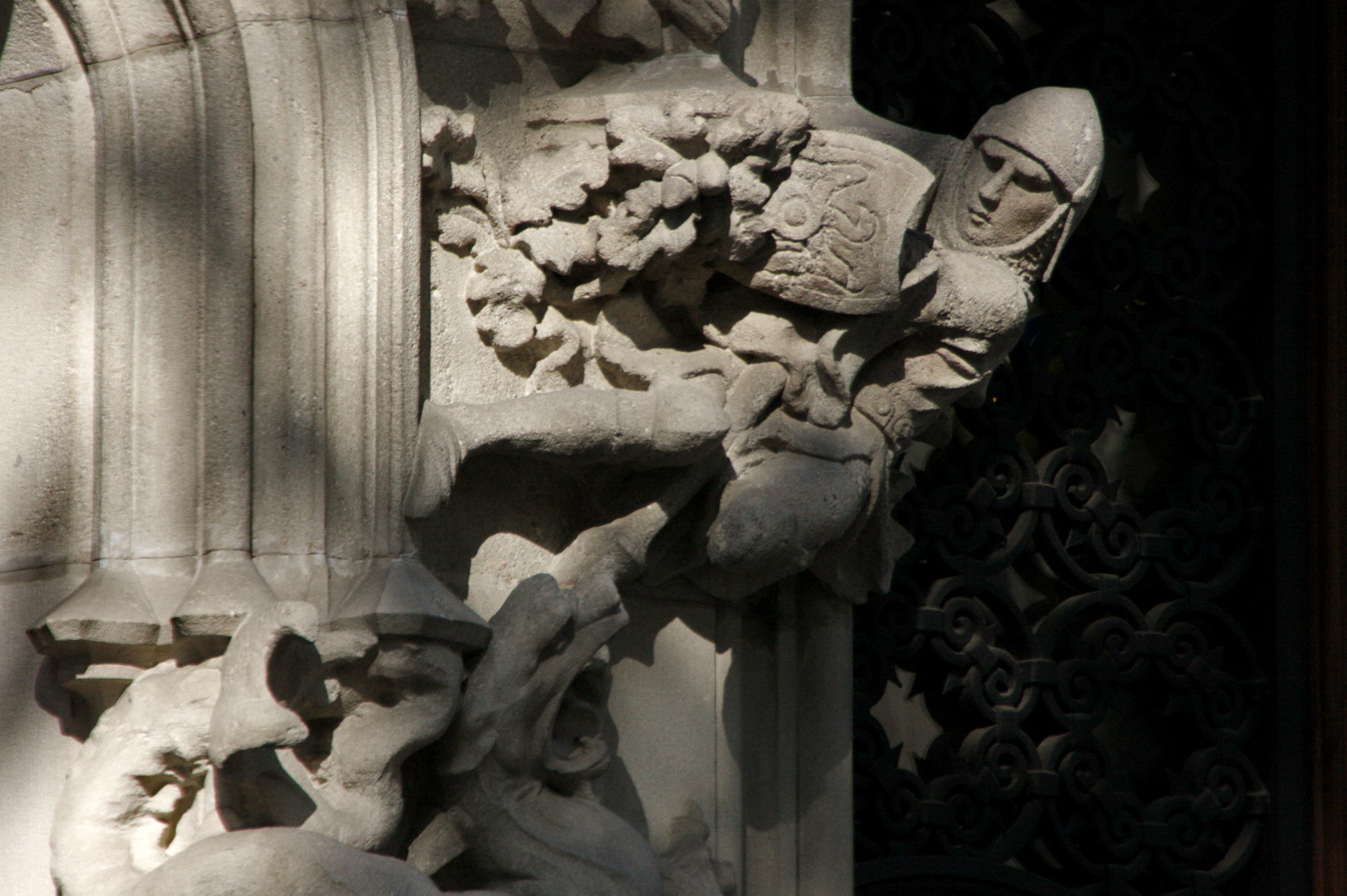
Sant Jordi a la Casa Amatller
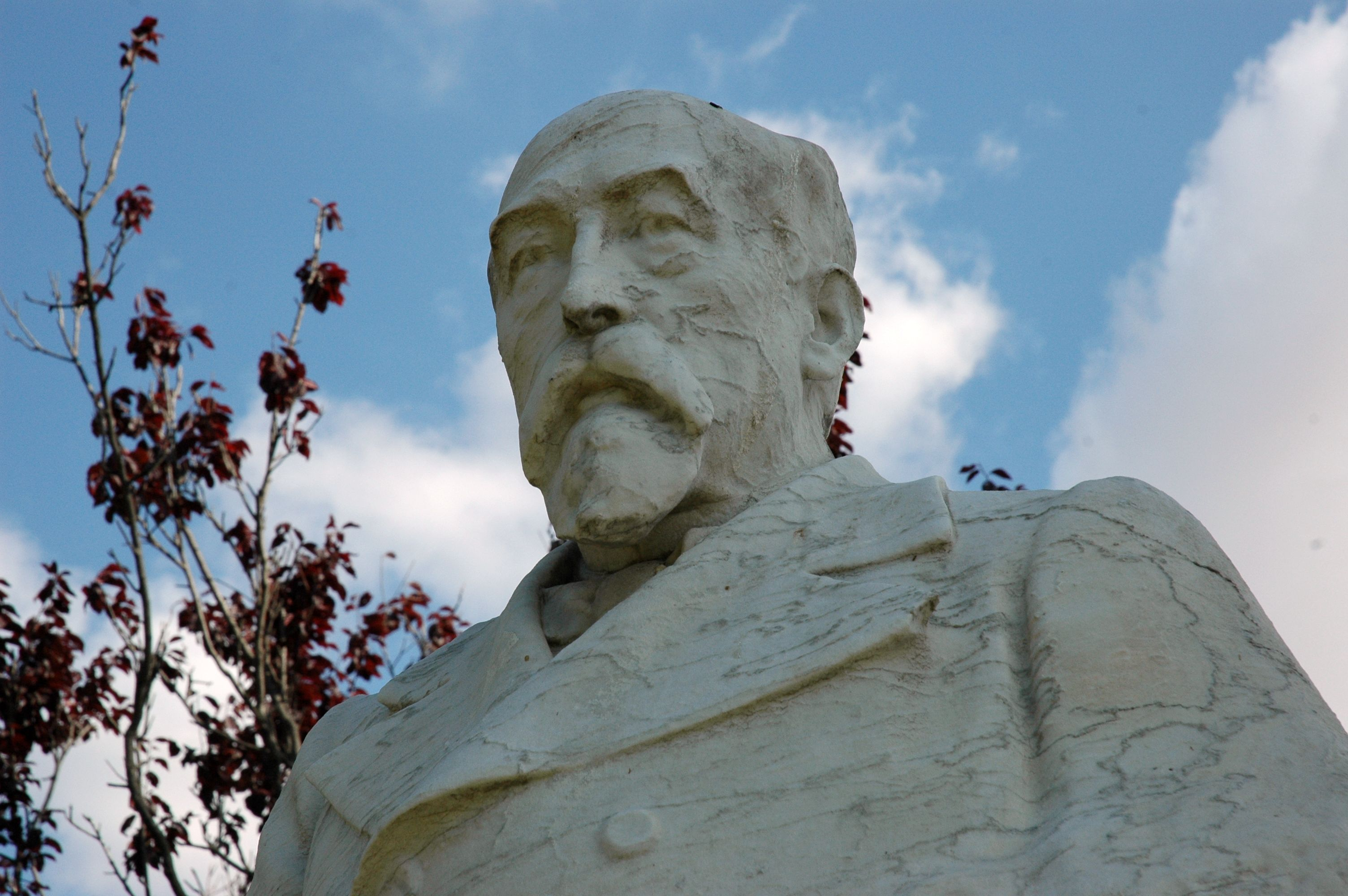
Estàtua de Marian Aguiló i Fuster al Parc de la Ciutadella; el monument porta la llegenda: Marian/Aguiló/Poble que sa llengua cobra/se recobra a si mateix Inaugurat el 9 de maig de 1907.
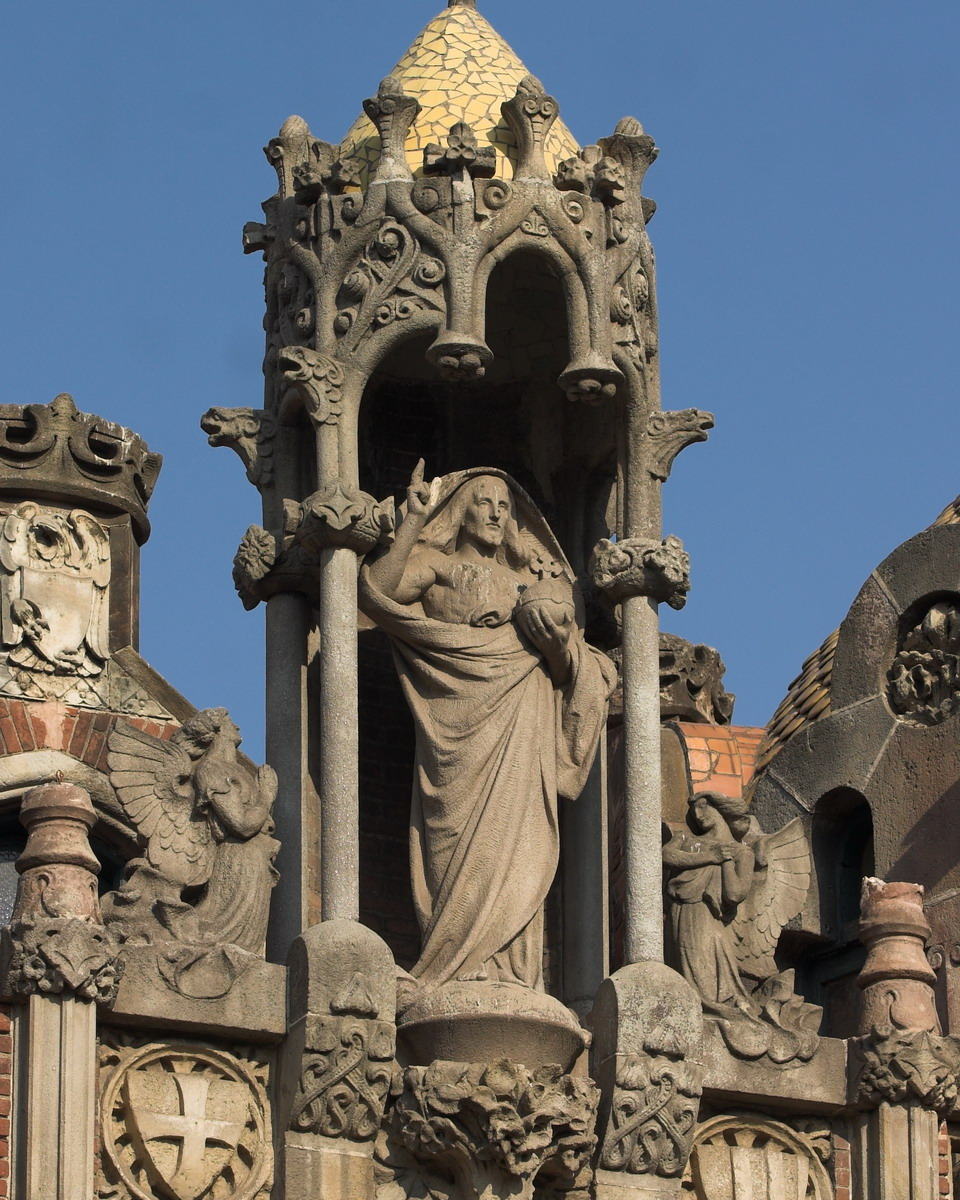
El Salvador a l'Hospital de Sant Pau
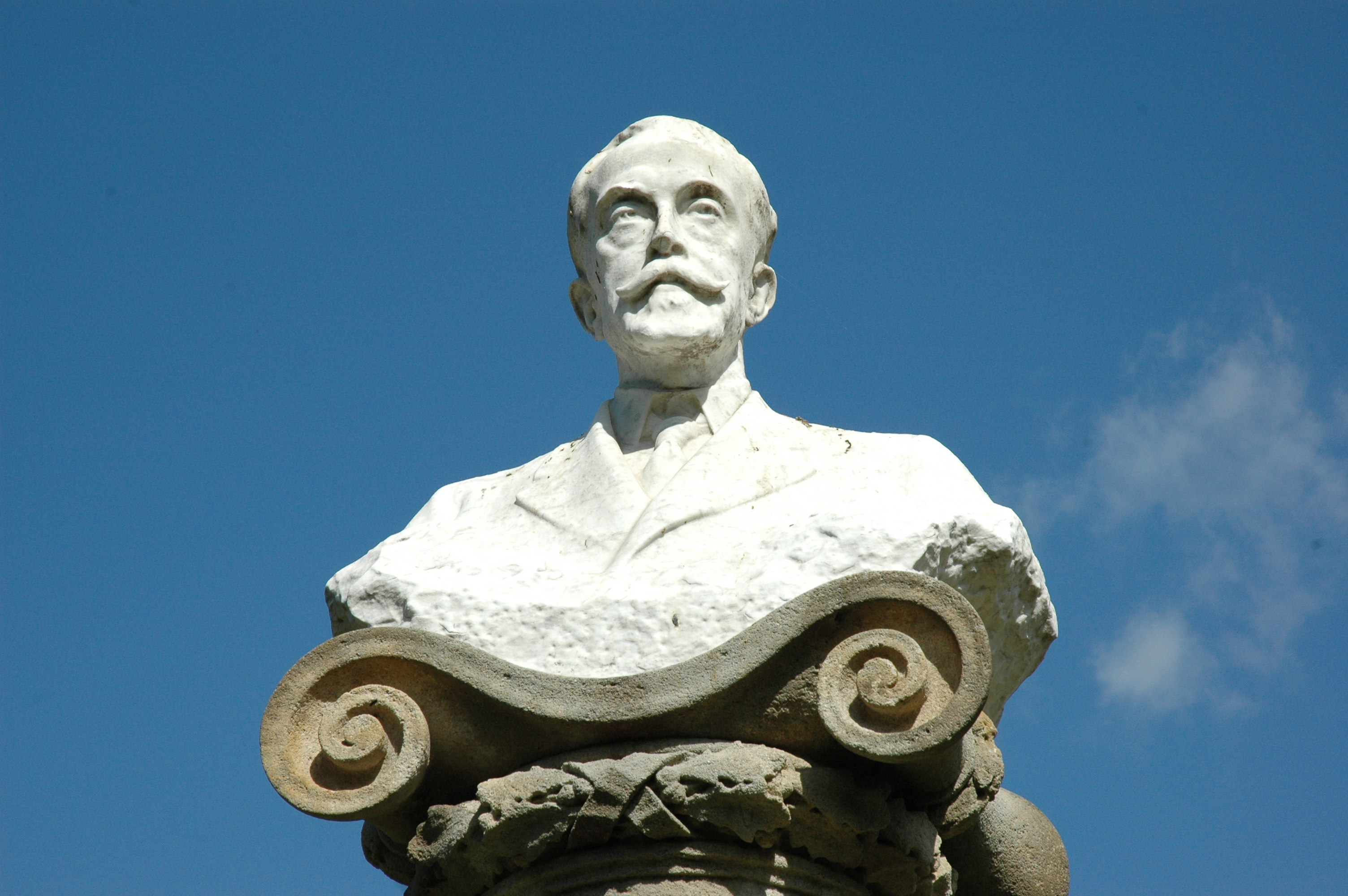
Estàtua de Joan Maragall i Gorina al Parc de la Ciutadella, col·locada el catorze de maig de 1913
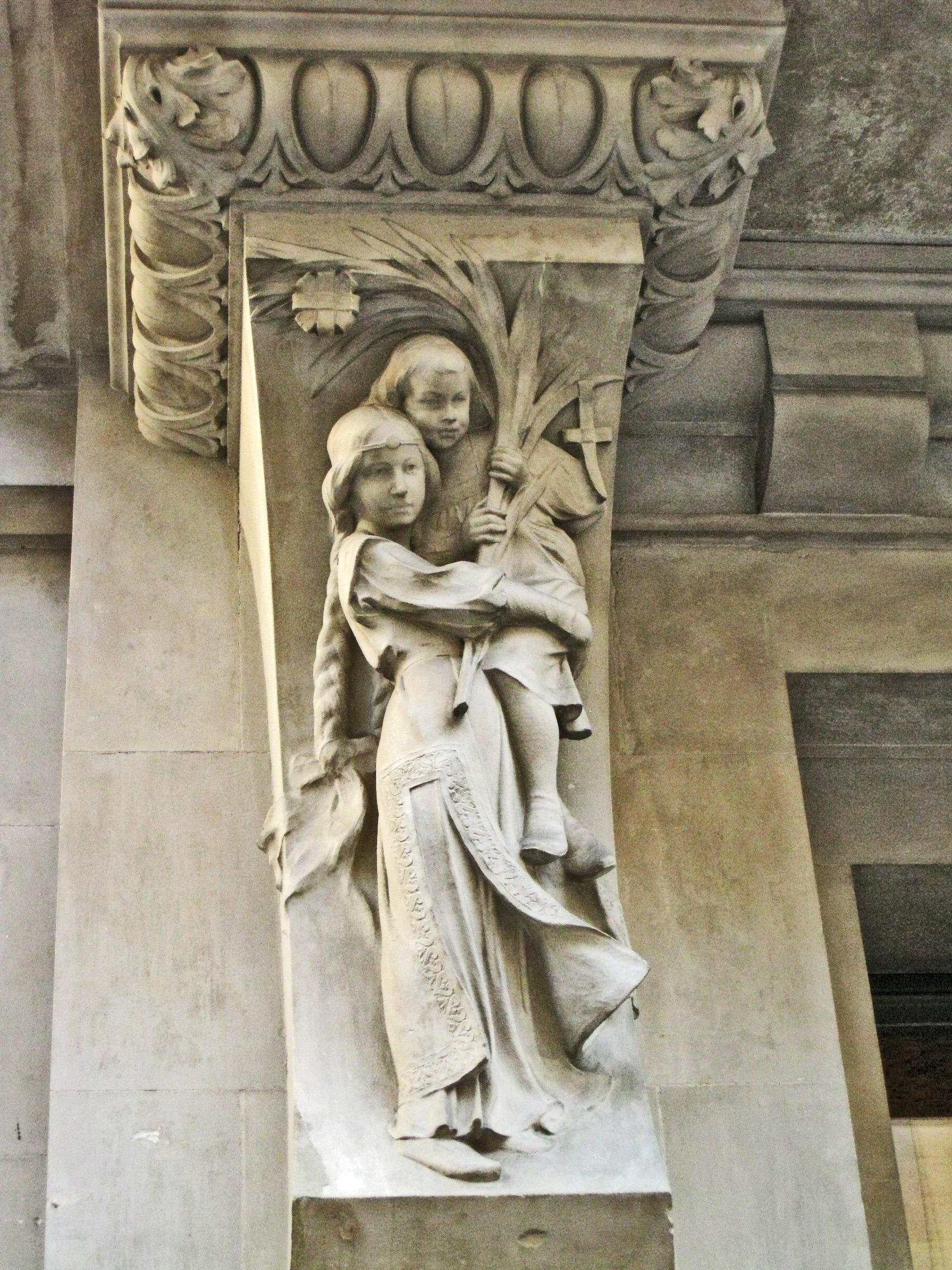
Escultura a la façana de la Casa Garriga Nogués, del cicle Les edats de la vida
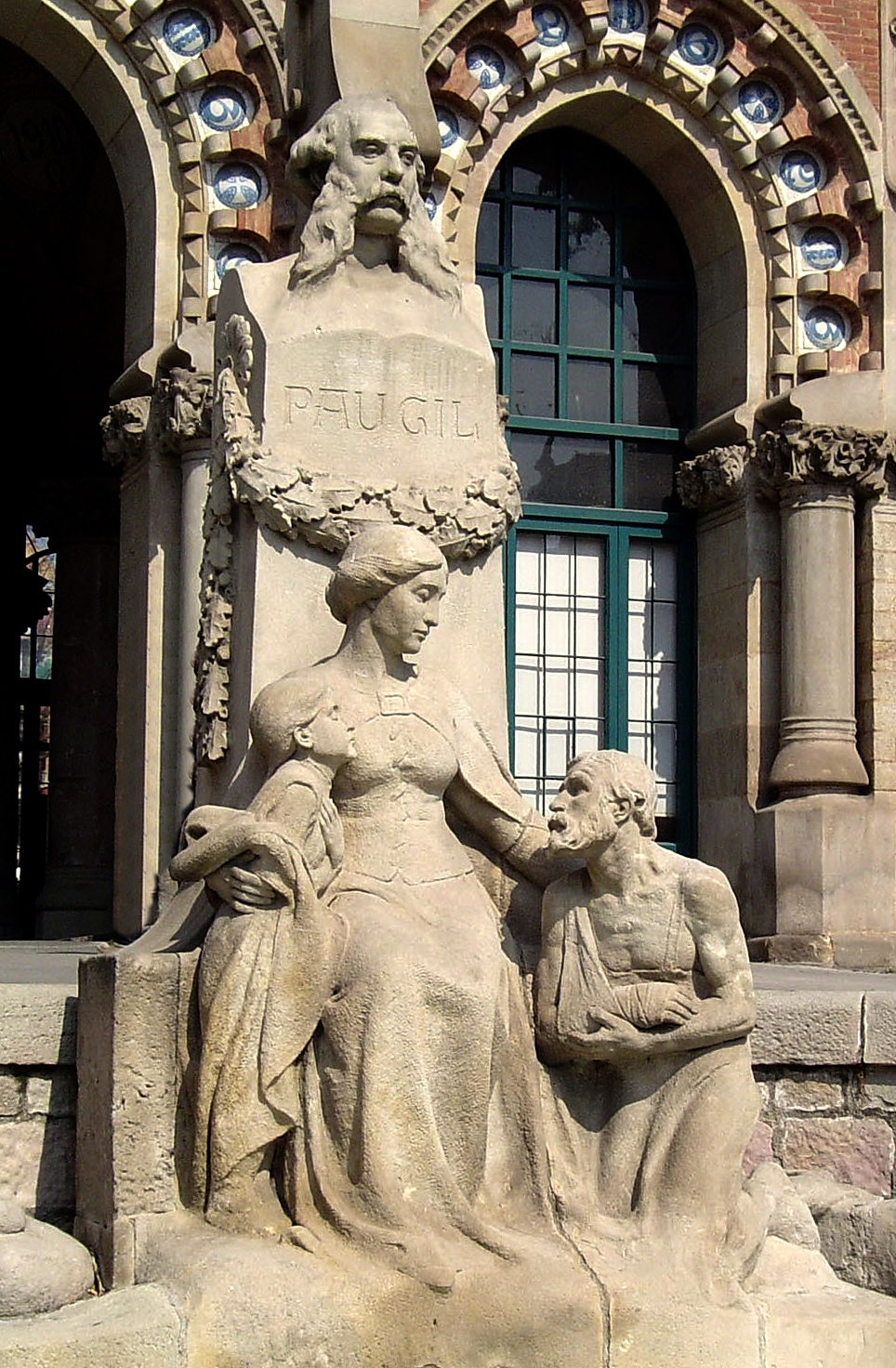
Monument a Pau Gil i Serra a l'Hospital de Sant Pau
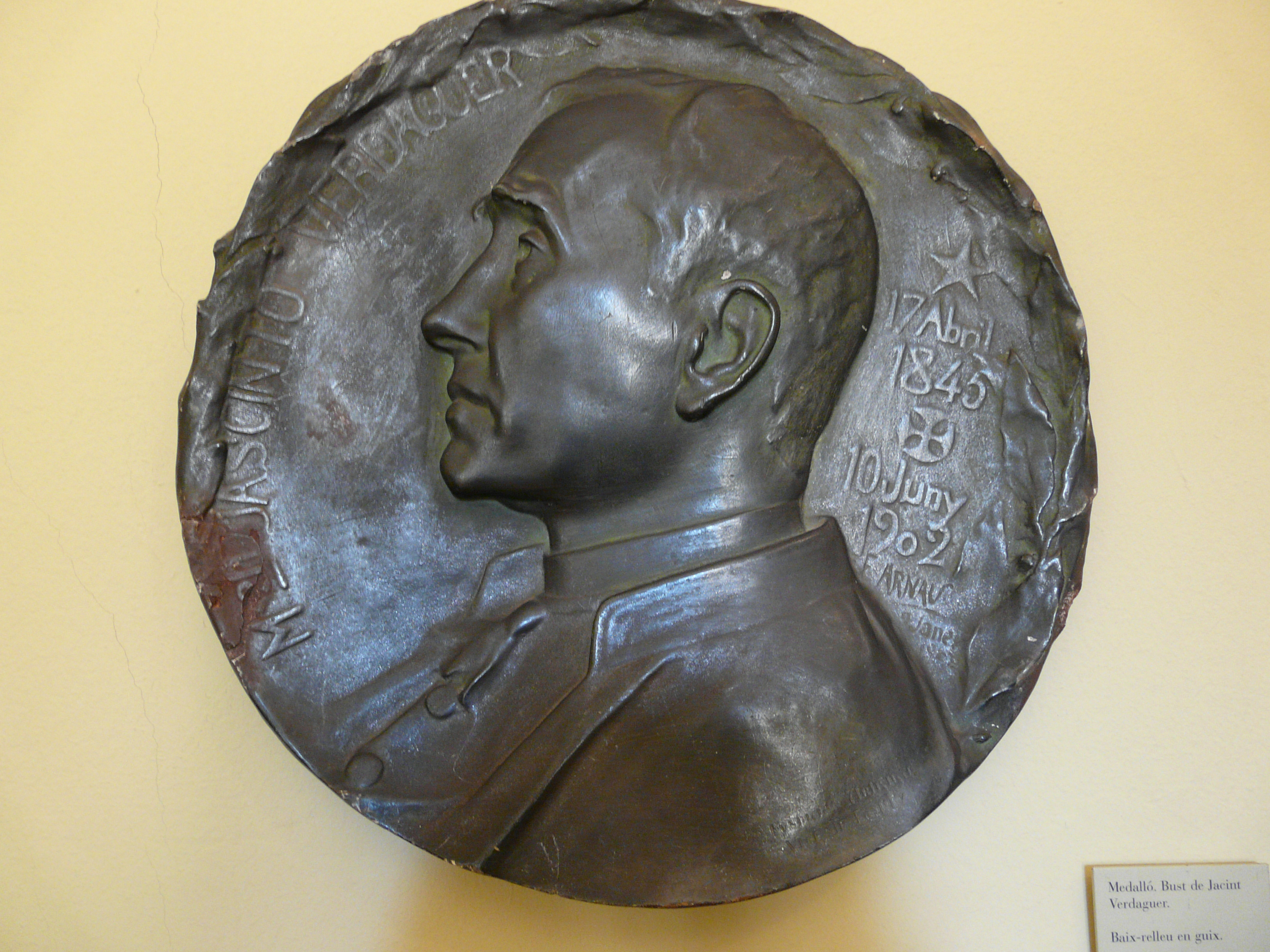
Medalló de guix amb el perfil de Jacint Verdaguer (1902), a MUHBA Vil·la Joana
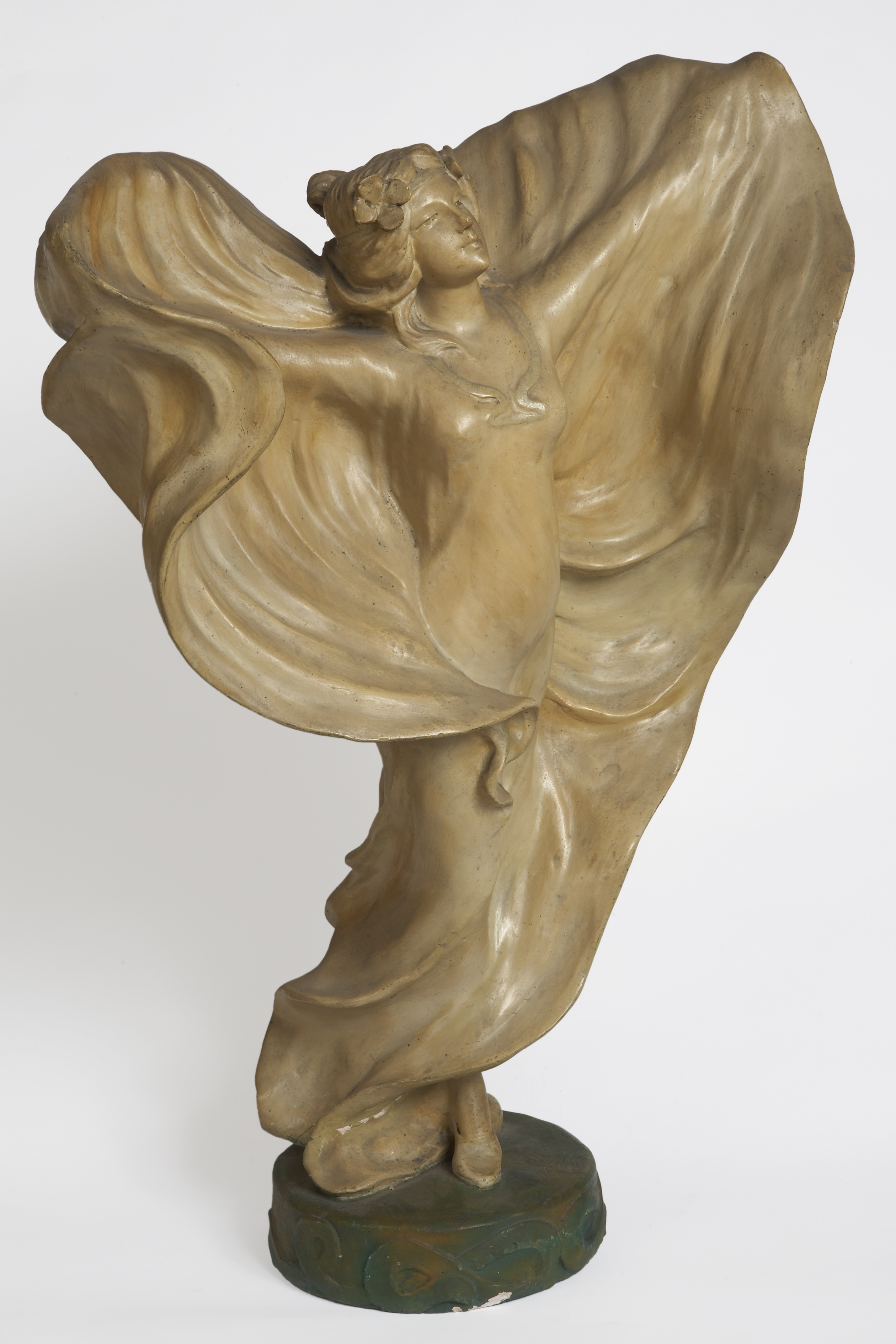
Escultura en escaiola de Loïe Fuller (1895 - 1902), per Eusebi Arnau al Museu Abelló, Mollet del Vallès.